# A. Igoni Barrett
A. Igoni Barrett, pseudonimo di Adrian Igonibo Barrett (Port Harcourt, 26 marzo 1979), è uno scrittore nigeriano.

## Biografia
Nato a Port Harcourt nel 1979, è autore di due raccolte di racconti e di un romanzo, Culo nero, nel quale il protagonista, il nero Furo Wariboko, si risveglia una mattina con la pelle bianca.
Nel 2005 ha vinto il BBC World Service short story competition ed è stato candidato due volte per il Pushcart Prize.
Con il suo primo romanzo, Blackass (Culo nero), ha inoltre vinto il premio cinese People's Literature Publishing House e il premio per il migliore romanzo straniero conferito dalla Chinese Foreign Literature Society.
Selezionato nel 2014 tra i migliori 39 scrittori africani sotto i 40 anni (Africa39), nel 2018 è stato borsista presso la Civitella Ranieri Foundation.

## Opere
- From Caves of Rotten Teeth: A Collection of Short Stories, Daylight Media Services, 2005
- Love is power, or something like that, Graywolf Press, 2013
  - L' amore é potere, o almeno gli somiglia molto trad. in italiano di Michele Martino, ed. 66th and 2nd, Roma, 2018 ISBN 978-8-83297-037-1
  - Love is power, ou quelque chose comme ça nouvelles, trad. in francese di Sika Fakambi, ed. Zulma, 2015 ISBN 978-2-84304-710-7
- Blackass, Graywolf Press, 2015
  - Culo nero, traduzione di Massimiliano Bonatto, ed. 66th and 2nd, Roma, 2017.[7]